# Đảng Cộng sản România
Đảng Cộng sản România (tiếng Romania: Partidul Comunist Român, [pɑrˈtidul kɔmunˈist rɔˈmɨn], PCR) là một đảng cộng sản ở România. Kế thừa phe Bolshevik của Đảng Xã hội România, Đảng Cộng sản România đã chứng thực ý thức hệ cho một cách mạng cộng sản nhằm lật đổ Vương quốc România. PCR là đảng nhỏ và bất hợp pháp cho hầu hết các thời kỳ giữa chiến tranh, và do Quốc tế cộng sản trực tiếp kiểm soát. Trong những năm 1930, hầu hết các nhà hoạt động của nó đã bị cầm tù hoặc lánh nạn ở Liên Xô, dẫn đến việc tạo ra các phe phái riêng biệt và cạnh tranh cho đến những năm 1950. Đảng Cộng sản nổi lên như một lực lượng hùng mạnh trên chính trường România vào tháng 8 năm 1944, khi nó tham gia vào cuộc đảo chính hoàng gia lật đổ chính phủ của phe phát xít với người đứng đầu Ion Antonescu. Với sự hỗ trợ từ các lực lượng chiếm đóng của Liên Xô, PCR đã buộc vua Michael I phải lưu vong, và thiết lập nước Cộng hòa xã hội chủ nghĩa vào năm 1948.
Đảng này hoạt động dưới tên Đảng Công nhân România từ năm 1948 đến năm 1965, sau đó được Nicolae Ceaușescu, người vừa được bầu làm Tổng bí thư chính thức đổi tên. Từ năm 1953 đến năm 1989, đây là Đảng duy nhất được phép hoạt động hợp pháp trong cả nước.
PCR là một đảng cộng sản, được tổ chức trên cơ sở tập trung dân chủ, một nguyên tắc được hình thành bởi nhà lý luận Marxist Nga Vladimir Lenin, đòi hỏi dân chủ và thảo luận cởi mở về chính sách về điều kiện thống nhất trong các chính sách đã thống nhất. Cơ quan cao nhất trong PCR là Đại hội Đảng, được triệu tập cứ năm năm một lần. Khi Quốc hội chưa họp, Ủy ban Trung ương là cơ quan cao nhất. Bởi vì Ủy ban Trung ương họp hai lần một năm, hầu hết các nhiệm vụ và trách nhiệm hàng ngày được giao cho Bộ Chính trị. Nhà lãnh đạo đảng là người đứng đầu chính phủ và giữ chức vụ Tổng bí thư, Thủ tướng hoặc nguyên thủ quốc gia, đặc biệt là Tổng thống România.
Về mặt tư tưởng, PCR đã được cam kết cho chủ nghĩa Marx chủ nghĩa Lênin, sự hợp nhất các ý tưởng ban đầu của nhà triết học và lý thuyết kinh tế người Đức Karl Marx, và Lenin, được giới thiệu vào năm 1929 bởi nhà lãnh đạo Liên Xô Iosif Stalin, vì tư tưởng chỉ đạo của đảng và sẽ vẫn như vậy trong suốt phần còn lại của sự tồn tại của nó. Năm 1947, Đảng Cộng sản đã tiếp nhận phần lớn Đảng Dân chủ Xã hội România, đồng thời thu hút nhiều thành viên mới. Đầu những năm 1950, phe thống trị của PCR xung quanh Gheorghe Gheorghiu-Dej, với sự hỗ trợ từ Stalin, đã đánh bại tất cả các phe phái khác và giành quyền kiểm soát hoàn toàn đối với đảng và đất nước. Sau năm 1953, Đảng dần dần lý thuyết hóa một "con đường quốc gia" cho chủ nghĩa Cộng sản. Tuy nhiên, đồng thời, đảng này đã trì hoãn thời gian tham gia cùng Hiệp ước Warszawa trong việc phi Stalin hóa. Lập trường quốc gia và cộng sản quốc gia của PCR đã được tiếp tục dưới sự lãnh đạo của Nicolae Ceaușescu. Sau một giai đoạn tự do hóa vào cuối những năm 1960, Ceaușescu một lần nữa chấp nhận một đường lối cứng rắn, và áp đặt " Luận văn tháng 7 ", tái lập chế độ cai trị của đảng bằng cách tăng cường truyền bá tư tưởng cộng sản trong xã hội România và đồng thời củng cố sự kìm kẹp của ông đối với xã hội România quyền lực trong khi sử dụng quyền lực của Đảng để tạo ra một giáo phái nhân cách thuyết phục. Trong những năm qua, PCR tăng quy mô của mình một cách nhân tạo, hoàn toàn đi theo đường lối của Ceaușescu. Từ những năm 1960 trở đi, Đảng cộng sản România có tiếng là độc lập hơn với Liên Xô so với các anh em trong Hiệp ước Warsaw. Tuy nhiên, đồng thời nó trở thành một trong những đảng cứng rắn nhất trong Khối phía Đông. Đảng sụp đổ vào năm 1989 sau Cách mạng România.
PCR đã phối hợp một số tổ chức trong suốt thời gian tồn tại, bao gồm Liên hiệp Thanh niên Cộng sản, và tổ chức đào tạo cho các cán bộ của mình tại Học viện Ștefan Gheorghiu. Ngoài Scînteia, nền tảng chính thức và tờ báo chính từ năm 1931 đến 1989, Đảng Cộng sản đã phát hành một số ấn phẩm địa phương và quốc gia tại nhiều điểm khác nhau trong lịch sử của nó (sau năm 1944 bao gồm România Liberă).